# Martin Campbell
Martin Campbell (Hastings, Hawke's Bay, Nova Zelândia, 24 de outubro de 1943) é um produtor e diretor de cinema e televisão neozelandês radicado no Reino Unido. É mais conhecido por dirigir a conceituada minissérie britânica Edge of Darkness (1985), pela qual ganhou um BAFTA de Melhor Diretor, e os filmes da franquia James Bond GoldenEye (1995) e Casino Royale (2006), estrelando Pierce Brosnan e Daniel Craig sucessivamente. Também dirigiu The Mask of Zorro (1998) e The Legend of Zorro (2005), ambos estrelados por Antonio Banderas e Catherine Zeta-Jones; a adaptação do personagem dos quadrinhos Lanterna Verde, Green Lantern (2011), estrelado pelo ator Ryan Reynolds; e The Foreigner (2017), estrelados por Pierce Brosnan e Jackie Chan.

## Carreira

### Inicio e trabalhos televisivos
Nascido em Hastings, na Nova Zelândia, Martin se mudou para Londres, onde iniciou sua carreira profissional no cinema como cinegrafista no final da década de 1970.
Seu três primeiros créditos como diretor foram, o filme erótico The Sex Thief de 1973, sobre um ladrão de jóias que seduz suas vítimas e uma investigador de seguros cria uma armadilha para ele, e em 1975 a comédia sexual Eskimo Nell, sobre a três jovens que tentam fazer um filme erótico mas tem que lidar com o produtor que sumiu levando o dinheiro da produção e outros problemas, e também Three For All a comédia musical sobre três garotas que seguem seus namorados membros da banda pop Billy Beethoven, em uma turnê pela Espanha.
Após esse princípio cinematográfico, Martin concentrou seus esforços no meio televisivo, dirigindo entre 1978 e 1981, episódios de seriados britânicos como, os dramas policiais Shoestring, The Professionals, Bergerac e a comédia dramática Minder. Em 1982 dirigiu 2 dos 5 episódios da minissérie Muck and Brass, no ano seguinte em 1983, dirigiu 5 dos 12 episódios de Reilly, Ace of Spies, minissérie de televisão que dramatiza a vida de Sidney Reilly, um judeu russo que se tornou um dos maiores espiões de todos os tempos a trabalhar para os britânicos. Em 1985, dirige Edge of Darkness, minisérie em 6 partes produzida pela BBC Television e exibida pela BBC Two, que mistura drama policial e suspense político e gira em torno dos esforços do policial Ronald Craven (interpretado por Bob Peck) para desvendar a verdade por trás do assassinato de sua filha Emma (interpretada por Joanne Whalley). Edge of Darkness recebeu elogios da crítica tão ampla que, em poucos dias, ganhou uma repetição na BBC One e rendeu a Martin o BAFTA de Melhor Diretor naquele ano.

### Trabalhos nos Estados Unidos
Martin voltou ao cinema no final dos anos 80 para filmar, o thriller legal Criminal Law (1988), estrelando Gary Oldman e Kevin Bacon, filme que inaugurou sua carreira nos Estados Unidos. Seu filme seguinte Defenseless em 1991, misturou drama judicial com o suspense. Em 1991 também dirigiu o filme para televisão Cast a Deadly Spell para HBO, estrelando por Fred Ward, Julianne Moore e David Warner, mistura as temáticas de fantasia, film noir, horror e detetives "hard-boiled". Dirigiu 2 episódios da série de televisão Homicide: Life on the Street em 1993, um drama policial que narra as diversas investigações realizadas pelo Departamento de Homicídio de Baltimore. Em No Escape (1994), narrou, com base em um romance de Richard Herley, uma tensa história futurista de ação e ficção científica com uma fuga da prisão, estrelando Ray Liotta, Lance Henriksen e Stuart Wilson.

### James Bond e sucesso de  bilheteria
Em 1995 com GoldenEye, décimo sétimo filme da franquia James Bond e primeiro com Pierce Brosnan, Martin Campbell tem seu primeiro grande sucesso de bilheteria e critica, GoldenEye rendeu US$ 26 milhões no fim de semana de lançamento nos Estados Unidos, e um total de US$ 350 milhões mundialmente, além de ser aclamado criticamente. Agora como um diretor de filmes blockbusters seu próximo trabalho é The Mask of Zorro (1998), uma aventura do gênero swashbuckler ("capa e espada"), com Antonio Banderas no papel do vigilante mascarado Zorro, além de Anthony Hopkins e Catherine Zeta-Jones. The Mask Of Zorro também se tornou um sucesso de critica e público, feito repetido com Vertical Limit de 2000, um thriller do gênero cinema de montanha, estrelado por Chris O'Donnell e Bill Paxton e com locações no Paquistão, Caxemira Livre e Nova Zelândia. Em 2003 fugiu um pouco dos thrillers e filmes de ação com Beyond Borders, romance dramático estrelado por Angelina Jolie e Clive Owen, que apesar de refletir o interesse da vida real de Jolie em promover o alívio humanitário, recebeu críticas negativas e foi um fracasso nas bilheterias arrecadando US$ 11 milhões em um orçamento de US$ 35 milhões.
Continuando sua carreira em blockbusters, seu próximos dois filmes são sequências e franquias de trabalhos anteriores, The Legend of Zorro (2005) uma sequencia direta de The Mask of Zorro com Antonio Banderas e Catherine Zeta-Jones, e Casino Royale (2006), o vigésimo-primeiro filme da franquia James Bond, que tem Daniel Craig como o agente 007 que nos filmes anteriores era interpretado por Pierce Brosnan. Ambos os filmes foram sucesso de bilheteria.
Em 2010, Martin dirige o remake cinematográfico de sua série britênica Edge of Darkness em um filme de mesmo nome Edge of Darkness, com Mel Gibson como o detetive da homicídios Thomas Craven (chamado Ronald Craven no seriado, sendo interpretado por Bob Peck).

### Green Lanterne trabalhos na televisão
De 2011, dirigiu o filme de super-herói Green Lantern, estrelando Ryan Reynolds como o personagem título Lanterna Verde. O filme começou a ser desenvolvido em 1997, tendo vários nomes indicados ou pretendidos como roteristas, Kevin Smith, Quentin Tarantino foram alguns deles, e tratamentos de roteiros ou conceitos escritos por Robert Smigel, Corey Reynolds, entre outros, além de inúmeros diretores indicados, até que em outubro de 2007, Greg Berlant assina como diretor e co-escritor com Michael Green e Marc Guggenheim no roteiro. No entanto, em fevereiro de 2009, Berlanti não estava mais vinculado ao projeto e Martin Campbell entrou em negociações para dirigir. A adaptação recebeu críticas majoritariamente negativas e teve um desempenho inferior nas bilheterias, arrecadando US$ 219 milhões contra um orçamento de produção de US$ 200 milhões. Inicialmente pensado como uma trilogia, devido a recepção negativa e financeira foi abandonado os planos para sequencias.
Dirigiu o episódio piloto da série americana de drama militar Last Resort em 2012, e os filmes feitos para tv, Reckless de 2013, aonde também é creditado como produtor executivo, e o drama médico militar Warriors de 2014.

### Trabalhos mais recentes
Dirigido por Martin e escrito por David Marconi, The Foreigner (2017) é um filme de ação e thriller sino-britânico-americano, estrelando Jackie Chan e Pierce Brosnan e, baseado no romance The Chinaman de Stephen Leather. Pierce Brosnan anteriormente havia trabalhado com Martin em GoldenEye de 1995.
As produções Ana o thriller de crime e ação e, Across the River and Into the Trees estão ainda em pre-produção e contam com direção de Martin.

## Filmografia

### Cinema
| Ano  | Título              | Notas                                |
| ---- | ------------------- | ------------------------------------ |
| 1973 | The Sex Thief       | Primeiro filme como diretor          |
| 1975 | Three for All       |                                      |
| 1975 | Eskimo Nell         |                                      |
| 1976 | Intimate Games      | Não creditado                        |
| 1988 | Criminal Law        | Primeiro trabalho nos Estados Unidos |
| 1991 | Defenseless         |                                      |
| 1994 | No Escape           |                                      |
| 1995 | GoldenEye           | Franquia James Bond                  |
| 1998 | The Mask of Zorro   |                                      |
| 2000 | Vertical Limit      |                                      |
| 2003 | Beyond Borders      |                                      |
| 2005 | The Legend of Zorro | Continuação de The Mask of Zorro     |
| 2006 | Casino Royale       | Franquia James Bond                  |
| 2010 | Edge of Darkness    | Remake da série Edge of Darkness     |
| 2011 | Green Lantern       |                                      |
| 2017 | The Foreigner       |                                      |

### Televisão
| Ano       | Título original              | Emissora    | Notas                                                                                                 |
| --------- | ---------------------------- | ----------- | --- |
| 1978–1980 | The Professionals            | ITV         | Episódios: "Man Without a Past", "A Stirring of Dust", "Runner", "The Acorn Syndrome" e "Hijack"      |
| 1980      | Minder                       | ITV         | Episódios: "All About Scoring, Innit?" e "National Pelmet"                                            |
| 1980      | Shoestring                   | BBC1        | Episódio: "The Teddy Bears’ Nightmare"                                                                |
| 1983      | Reilly, Ace of Spies         | ITV         | Episódios: "Prelude to War", "The Visiting Fireman", "Anna", "After Moscow", "The Trust" e "Shutdown" |
| 1984      | Charlie                      | ITV Central | Minisérie em 4 partes                                                                                 |
| 1985      | Edge of Darkness             | BBC         | Minisérie em 6 partes                                                                                 |
| 1986      | Screen Two                   | BBC2        | Episódio: "Frankie and Johnnie"                                                                       |
| 1991      | Cast a Deadly Spell          | HBO         | Filme para televisão                                                                                  |
| 1993      | Homicide: Life on the Street | NBC         | Episódios: "Ghost of a Chance" e "Three Men and Adena"                                                |
| 2003      | 10-8: Officers on Duty       | ABC         | Episódios: "Brothers in Arms" e "The Wild and the Innocent"                                           |
| 2012      | Last Resort                  | ABC         | Episódio: "Captain"                                                                                   |

## Prêmios e indicações
| Ano  | Prêmio            | Categoria                                        | Trabalho         | Resultado |
| ---- | ----------------- | ------------------------------------------------ | ---------------- | --------- |
| 1986 | BAFTA TV Awards   | Melhor Série de Drama                            | Edge of Darkness | Venceu    |
| 1989 | Mystfest          | Melhor filme                                     | Criminal Law     | Venceu    |
| 2007 | BAFTA Film Awards | Prêmio Alexander Korda de Melhor Filme Britânico | Casino Royale    | Indicado  |
| 2007 | Nastro d'Argento  | Melhor Diretor Europeu                           | Casino Royale    | Indicado  |
| 2007 | Britannia Awards  | Excelência Artística em Direção                  | Martin Campbell  | Venceu    |